# Тихомиров, Дмитрий Леонидович
Дмитрий Леонидович Тихомиров (21 апреля 1937, СССР) — учёный-связист, проектировщик высокоэффективных систем и сетей связи, кандидат технических наук Ленинградский электротехнический институт связи. Автор более 100 научных публикаций и 10 книг.

## Биография
В 1960 году окончил радиотехнический ф-т ЛЭТИ им. В. И. Ульянова (Ленина). Первый научный труд опубликовал в 1964 году — автореферат был издан в ЛЭИС им. проф. М. А. Бонч-Бруевича. В 1967 году присуждена ученая степень кандидата технических наук. В 1967 году организовал во НИИЭТУ общественную научно-исследовательскую лабораторию (ОНИЛ). С 1968 года участвует в создании СМУиС — Совета молодых ученых и специалистов при Ленинградских областном и городском Комитетах ВЛКСМ, где занимает посты: заместителя председателя по научной работе, члена Президиума, зав. сектором технических наук. За общественную работу награждён почетной Грамотой Ленинградского ОК ВЛКСМ и Дипломом Ленинградского Дома научно-технической пропаганды общества «Знание» (ЛДНТП).
В 1970 году ВАК СССР утверждает Тихомирова в ученое звание старшего научного сотрудника.
В период с 1971 по 1978 год были опубликованы пять книг, изданных ЛДНТП и одна книга — изд-вом Связь, М. В 1976 году избран и в 1981 году переизбран на должность «Старший научный сотрудник кафедры ПДИиТ ЛЭИС». В 1981 году защитил докторскую диссертацию, опубликована издательством ЛЭИС. Следующая книга была опубликована в 1987 г. (Изд. Судостроение, Л., 229с.).
Суммарный тираж опубликованных книг превышает 10000 экз.;

## Основные труды
- «Опыт проектирования и эксплуатации радиоэлектронных систем». Материалы к семинару 15.09.1975 под редакцией к. т. н. Д. Л. Тихомирова. 88 с. Ленинградский дом научно-технической пропаганды (ЛДНТП) 1975.
- «Повышение качества работы систем синхронизации». 40 с. Ленинградский дом научно-технической пропаганды (издательство ЛДНТП). 1971
- «Приборы для повышения эффективности использования каналов связи». 40 с. Ленинградский дом научно-технической пропаганды (издательство ЛДНТП) 1974
- «Эффективность связи и неинформационные параметры сигналов». 144 с. Москва «Связь», 1975
- «Проектирование судовой аппаратуры передачи данных» 229, [1] с. ил. 22 см Л. «Судостроение». 1987